# Legitimita bombardování Jugoslávie ze strany NATO
Legitimita bombardování Svazové republiky Jugoslávie NATem v roce 1999 byla podle mezinárodního práva zpochybněna. Charta OSN je základním právním dokumentem Organizace spojených národů (OSN) a je základním kamenem mezinárodního veřejného práva upravujícího použití síly mezi státy. Členové NATO rovněž podléhají Severoatlantické smlouvě.
Stoupenci bombardování tvrdili, že bombardování ukončilo etnické čistky kosovského albánského obyvatelstva a že urychlilo (nebo způsobilo) pád vlády Slobodana Miloševiće, který podle nich byl odpovědný za mezinárodní izolaci Jugoslávie, válečné zločiny a porušování lidských práv.
Kritici bombardování tvrdili, že kampaň porušila mezinárodní právo. Někteří také tvrdili, že NATO spustilo nebo urychlilo etnické čistky v Kosovu, když násilí eskalovalo, jakmile kampaň začala.

## Právní ospravedlnitelnost zahájení války
Zákony mezinárodního práva veřejného, které určují, zda je zahájení války právně oprávněné, se nazývají jus ad bellum.

### Argument NATO pro legitimitu bombardování
NATO označilo podmínky v Kosovu za riziko pro regionální stabilitu. NATO a některé vlády jako takové tvrdily, že mají legitimní zájem na vývoji v Kosovu, a to kvůli jejich dopadu na stabilitu celého regionu, což je podle nich legitimní starost Organizace.

### Charta OSN
Charta OSN je právně závazná pro všechny členské státy Organizace spojených národů, včetně všech členů NATO, protože ji každý podepsal. Článek 2(4) Charty OSN zakazuje použití síly členskými státy OSN k řešení sporů, avšak se dvěma konkrétními výjimkami z tohoto obecného zákazu:
První výjimka je uvedena v kapitole VII – Rada bezpečnosti OSN má pravomoc povolit použití síly za účelem naplnění své odpovědnosti za udržení mezinárodního míru a bezpečnosti. Zejména článek 42 uvádí, že pokud Rada bezpečnosti usoudí, že opatření stanovená v článku 41 by byla nedostatečná nebo se ukázala jako nedostatečná, může podniknout takové kroky vzdušnými, námořními nebo pozemními silami, které mohou být nezbytné k udržení nebo obnově mezinárodního míru a bezpečnosti. Takové akce mohou zahrnovat demonstrace, blokádu a další operace vzdušných, námořních nebo pozemních sil členů Organizace spojených národů.
Článek 51 obsahuje druhou konkrétní výjimku ze zákazu použití síly – právo na sebeobranu. Zejména článek 51 uvádí, že nic v této chartě nebude narušovat přirozené právo na individuální nebo kolektivní sebeobranu, dojde-li k ozbrojenému útoku proti členovi Organizace spojených národů, dokud Rada bezpečnosti nepřijme opatření nezbytná k udržení mezinárodního míru a bezpečnosti.
NATO nemělo podporu Rady bezpečnosti OSN k použití síly v Jugoslávii. NATO dále netvrdilo, že došlo k ozbrojenému útoku proti jinému státu. Jeho zastánci však tvrdí, že akce NATO byly v souladu s Chartou OSN, protože Charta zakazuje nevyprovokované útoky pouze ze strany jednotlivých států. Hlavní právní otázkou však zůstává, protože NATO jako takové není členským státem OSN, zda členské státy NATO, Spojené státy americké a evropské mocnosti, které vyslaly ozbrojené síly do útoku v rámci bombardovací kampaně NATO, porušily Chartu OSN útokem na jiný členský stát OSN: (1) v absenci povolení Rady bezpečnosti OSN a (2) v nepřítomnosti útoku nebo hrozby bezprostředního útoku na ně.
Organizace spojených národů považuje NATO za „regionální uspořádání“ podle článku 52 OSN, který mu umožňuje zabývat se záležitostmi jaké jsou vhodné pro regionální akce souvisejícími s udržováním mezinárodního míru a bezpečnosti za předpokladu, že taková ujednání nebo agendy a jejich činnosti jsou konzistentní s Účely a principy Organizace spojených národů. Politika OSN týkající se vojenské intervence prostřednictvím regionálních ujednání v článku 53 OSN však uvádí, že Rada bezpečnosti může tam, kde je to vhodné „použít taková regionální ujednání nebo agentury pro donucovací opatření pod její pravomocí. Nicméně,žádná donucovací opatření nesmí být přijata podle regionálních ujednání nebo regionálními agenturami bez povolení Rady bezpečnosti“.

### Severoatlantická smlouva
Protože akce NATO v Kosovu byly podniknuty po konzultaci se všemi členy, byly schváleny hlasováním NATO a provedlo je několik členů NATO, NATO tvrdí, že jeho akce byly v souladu se Severoatlantickou smlouvou. Článek 4 však o použití síly mlčí a nepojednává o tom, za jakých okolností lze sílu povolit.
Článek 5 charty NATO vyzývá členské státy NATO k vzájemné obraně v případě napadení kteréhokoli člena NATO. Není jasné, zda mohou být podle charty NATO použity síly, pokud k takovému útoku nedojde. Článek 5 byl vykládán jako omezení použití síly NATO na situace, kdy byl napaden člen NATO. Proto se tvrdilo, že akce NATO byly v rozporu se Severoatlantickou smlouvou.

### Mezinárodní kritika akcí NATO

#### Kofi Annan
Generální tajemník OSN Kofi Annan v podstadě podpořil intervenci, když řekl, že „jsou chvíle, kdy použití síly může být legitimní ve snaze o mír“, ale kritizoval jednostrannou akci NATO. Argumentoval, že „podle Charty [OSN] má Rada bezpečnosti primární odpovědnost za udržování mezinárodního míru a bezpečnosti – a to je výslovně uznáno v Severoatlantické smlouvě. Proto by Rada měla být zapojena do jakéhokoli rozhodnutí uchýlit se k použití síly 

#### Ruský pokus ukončit bombardování
V den zahájení bombardování Rusko vyzvalo Radu bezpečnosti OSN, aby se sešla, aby zvážila „extrémně nebezpečnou situaci způsobenou jednostrannou vojenskou akcí Severoatlantické aliance (NATO) proti Svazové republice Jugoslávii“. Návrh rezoluce, předložený společně Ruskem, Běloruskem a Indií, požadující „okamžité zastavení použití síly proti Svazové republice Jugoslávii“, byl však zamítnut. Mezi 15 státy Rady bezpečnosti OSN byly tři hlasy pro (Rusko, Čína a Namibie) a dvanáct proti, nikdo se nezdržel hlasování. Argentina, Bahrajn, Brazílie, Gabon, Gambie, Malajsie a Slovinsko spolu s USA, Británií, Francií, Kanadou a Nizozemskem hlasovaly proti.
Odmítnutí odsouzení Ruska znamenalo politickou, nikoli však právní podporu intervence NATO. Poté, co válka skončila Kumanovskou smlouvou a bombardování se zastavilo, někteří tvrdili, že vytvoření prozatímní správní mise OSN v Kosovu (UNMIK) dne 10. června 1999 rezolucí Rady bezpečnosti 1244 (1999) představovalo právní ratifikaci post festum ( po události).

#### Muammar Kaddáfí
Jednou z mála zemí, která plně podporovala jugoslávskou vládu během bombardování Jugoslávie NATO, byla Libye za Muammara Kaddáfího. Toto přátelství mezi Libyí a Jugoslávií sahá až do doby před pádem Jugoslavie, protože Kaddáfí udržoval blízký vztah s Josipem Broz Titem. Ve svém projevu na Valném shromáždění OSN v roce 2009 Kaddáfí důrazně odsoudil intervenci v Jugoslávii, spolu s dřívějšími zásahy USA v Grenadě a Panamě. Libyjská podpora Jugoslávie v průběhu 90. let vedla k tomu, že mnozí v Srbsku podporovali Kaddáfího vládu během První občanské války v Libyi v roce 2011, přičemž mnoho Srbů vidělo paralely mezi intervencí NATO v Libyi v roce 2011 a vlastní zkušeností Srbska s intervencí NATO.

## Humanitární důvody
Bombardovací kampaň je někdy označována jako „humanitární válka“ nebo případ „humanitární intervence“. Součástí ospravedlnění NATO pro bombardování bylo ukončení humanitární krize zahrnující velký odliv kosovských albánských uprchlíků způsobený jugoslávskými silami. V dubnu 1999 využili politici ve Spojených státech a Evropě vývoj této humanitární krize a také obvinění z genocidy k legálnímu ospravedlnění kampaně na základě „humanitárního práva“, které umožňuje zasahovat tam, kde dochází k rozsáhlému porušování lidských práv. Organizace pro lidská práva a jednotlivci byli rozděleni v názorech na bombardování, vzhledem k tomu, že  dovolávání se lidských práv a humanitárního práva bylo použito k zahájení války. Navíc vyjádřili pochybnosti o bombardovací kampani vzhledem k tomu, že zhoršila násilí vůči kosovským Albáncům. Kritici bombardovací kampaně použili termín „humanitární bombardování“ ironickým způsobem, aby demonstrovali svůj výsměch.. V českém prostředí bývá termín humanitární bombardování spojován s prezidentem Václavem Havlem.
Někteří novináři tvrdili, že se humanitární situace po zahájení bombardovací kampaně zhoršila, čímž zpochybňovali stanovený cíl, jak jej vytyčilo NATO. Christopher Layne a Benjamin Schwartz píšící pro Washington Post se vyjádřili k tvrzení amerického prezidenta Billa Clintona, že bombardovací kampaň zastavila „úmyslné, systematické úsilí o ..genocidu“ argumentem, že před bombardováním byly „brutální operace“ jugoslávské armády zaměřeny na vykořenění Kosovské osvobozenecké armády místo vyhnání albánského obyvatelstva, k němuž došlo až poté, s tvrzením, že právě „ Bombardování NATO pod vedením USA urychlilo humanitární krizi, o které administrativa tvrdila, že zasahuje, aby ji zastavila.“ Alexander Cockburn z Los Angeles Times napsal, že „alternativním hodnocením bylo, že za vyhnání a zabíjení“ Kosovanů bylo z velké části zodpovědné bombardování NATO, protože před ním se jugoslávská armáda „chovala s brutalitou typickou pro bezpečnostní síly“. K 10. výročí bombardovací kampaně napsal Ian Bancroft v The Guardian: „Ačkoli to bylo ospravedlněno zjevně humanitárními důvody, bombardování Srbska NATO přispělo pouze v eskalaci kosovské krize do totální humanitární katastrofy“; s odkazem na poválečnou zprávu, kterou zveřejnila Organizace pro bezpečnost a spolupráci v Evropě, dospěl k závěru, že je „všeobecně uznáváno, že k většině etnických čistek a válečných zločinů došlo po zahájení kampaně NATO“. 

## Zákonnost válečného chování
Kromě výše diskutované otázky právní ospravedlnitelnosti zahájení války proti Jugoslávii byla bombardovací kampaň NATO kritizována za překročení mezí zákonného válečného chování podle mezinárodního humanitárního práva, jako jsou Ženevské úmluvy.
Noam Chomsky byl také velmi kritický vůči kampani NATO a zejména jejímu leteckému bombardování, kde byly kromě vojenských cílů bombardovány i veřejné služby. Chomsky tvrdil, že hlavním cílem intervence NATO bylo integrovat Svazovou Republiku Jugoslávii do západního neoliberálního sociálního a ekonomického systému, a tvrdil, že je to jediná země v regionu, která se před rokem 1999 stále vzpírala západní hegemonii; toto tvrzení je sporné. Bombardování sídla Rozhlasu a televize Srbska označil za teroristický čin.